# Herbie Goins
Hubert Leroy „Herbie“ Goins (* 21. Februar 1939 in Ocala, Florida; † 27. Oktober 2015 in Latina, Italien) war ein amerikanischer Rhythm & Blues- und Soulsänger. Er wurde in Großbritannien bekannt, wo er mit Alexis Korner und seiner eigenen Band The Nightimers (auch Night-Timers) auftrat. Später arbeitete er von Italien aus.

## Leben und Wirken
Goins wuchs in Florida auf, wo er als Kind im Chor der Baptistengemeinde sang, bevor er als Jugendlicher eine eigene Bluesband gründete, The Teen Kings. Er zog nach New York, wo er im Vorprogramm vor B. B. King, Bobby Bland oder Sam Cooke auftrat. Seinen Wehrdienst leistete er in Deutschland ab, wo er auf Edwin Starr traf. Nach seiner Entlassung aus der US Army schloss er sich der Band von Eric Delaney an, mit der er nach Großbritannien kam. Dort arbeitete er 1963 bei Chris Barber, um dann in Korners Blues Incorporated zu singen. 1964 war er bei Blues Incorporated mit Dick Heckstall-Smith, Art Themen und Danny Thompson an der Aufnahme der beiden Alben Live at the Cavern und Red Hot from Alex beteiligt.
Ab 1965 arbeitete Goins mit den Nightimers, die ihren Sänger Ronnie Jones verloren hatten; zur Gruppe gehörten die Bläser Harry Beckett und Mick Eve, Organist Mike Carr, Bassist Dave Price und Bill Stephens sowie Speedy Acquaye an Schlagzeug und Perkussion. 1966 coverte Goins mit den Nightimers No. 1 In Your Heart für Parlophone. Goins und seine Band, zu der dann auch Gitarrist John McLaughlin gehörte, tourten im selben Jahr mit Otis Redding. Zudem spielten sie mit Jimi Hendrix und John Lee Hooker. Ein Album erschien unter dem Titel Soul Soul Soul bzw. No. 1 In Your Heart. In den späten 1960er Jahren tat sich die Band mit Mick Weavers Wynder K Frog zusammen, um dann bis 1971 in Italien zu arbeiten, wo Goins blieb.
Goins arbeitete in Italien als Songwriter und Musikproduzent. In den 1980er Jahren veröffentlichte er einige Funkaufnahmen wie You Don't Love Me und Scrap Rap (1983), Hold On (1984) sowie I Feel Good (1986). Weiterhin arbeitete er mit dem Bluesgitarristen Guido Toffoletti, mit dem er mehrere Alben einspielte. Ab dem Ende der 1980er Jahre trat er mit seiner Herbie Goins Soul Band auf Festivals in Europa und Nordamerika auf. Wiederholt kam es zu Konzerten mit Barber und Heckstall-Smith. 2009 war er in Großbritannien mit Cliff Bennett, Chris Farlowe und Norman Beaker unterwegs. Weiterhin leitete er in Italien eine Gospelgruppe, die Stars of Joy.